# Acetato de cobalto(II)
El acetato de cobalto(II) es la sal de cobalto del ácido acético. Se suele encontrar como el tetrahidrato Co(CH3CO2)2·4 H2O, abreviado Co(OAc)2·4 H2O. Se utiliza como catalizador.

## Síntesis y estructura
Como muchos otros acetatos de metales de transición, el acetato de cobalto(II) se forma por la reacción de óxido o hidróxido de cobalto y ácido acético:
   CoO + 2 CH3CO2H + 3 H2O → Co(CH3CO2)2·4 H2O
Se ha demostrado mediante cristalografía de rayos X que el tetrahidrato adopta una estructura octaédrica, estando el centro de cobalto coordinado por cuatro moléculas de agua y dos ligandos de acetato. El acetato de níquel análogo es isoestructural.
Se conocen varios hidratos, como Co(CH3CO2)2-H2O y [Co(CH3CO2)2·0.5 H2O.

## Reacciones y usos
El acetato de cobalto es un precursor de varios agentes secantes de aceite, catalizadores que permiten el endurecimiento de pinturas y barnices.
El acetato de cobalto anhidro es una fuente de cobalto muy utilizada en la síntesis de materiales, catalizadores, y complejos.

## Seguridad
Las sales de cobalto son venenosas.